# حمير بن سبأ
حمير بن سبأ بن يشجب بن يعرب بن قحطان: ملك حميري قديم، وإليه نسبة الحميريين ( ملوك اليمن وأقياله). وكان لبني حمير صنم اسمه (نسر) منصوب بنجران، وآخر اسمه (رئام) بصنعاء. وفي أواخر مملكة سبأ كان لبنوه نفوذ كبير في أواخر أيام، ثم أنشأوا دولة شملت الجزء الأعظم من شبه الجزيرة الغربية في اليمن وعمان (115 ق م إلى 575م ) وامتدت في بعض الفترات شرقاً حتى الخليج العربي وشمالاً إلى قلب الصحراء العربية.
كانت عاصمتهم أولاً ظفار، ثم صنعاء ابتداءً من أوائل القرن الرابع للميلاد، وقد ورث الحميريون حضارة السبئيين، وتركوا عدداً من النقوش المسندية التي تلقى ضوءاً على تاريخهم أطاح الأحباش بآخر ملوكهم، وهو ذو نواس وقضوا على دولتهم عام 525م، عندئذ التمس الحميريون العون من الفرس، ولكن الفرس ما لبثوا أن احتلوا الديار اليمنية عام 575م. ومازالت تعيش حتى الآن في اليمن قبيلة قوية تسمى بهذا الاسم، كما يطلقونه أيضاً على بعض الأشخاص.

## النسب
- حمير بن سبأ بن يشجب بن يعرب بن قحطان[4][5][6][7]